# Agregación familiar
La agregación familiar es la agrupación de ciertos rasgos, comportamientos o trastornos dentro de una familia determinada. La agregación familiar puede surgir debido a similitudes genéticas o ambientales.

## Esquizofrenia
Los datos de los estudios de agregación familiar se han estudiado ampliamente para determinar el modo de herencia de la esquizofrenia. Los estudios realizados hasta la fecha han demostrado que cuando se estudian numerosas familias, los modos simples de herencia no son estadísticamente compatibles. La mayoría de los estudios que analizan el modo de herencia han concluido que es muy probable un modo de umbral multifactorial.

## Problemas cardiovasculares
La evidencia más consistente y dramática de las influencias familiares en la enfermedad cardiovascular (ECV) es la agregación familiar de factores fisiológicos. En varios estudios, las correlaciones padre-hijo y hermano-hermano de la presión arterial son aproximadamente 0.24. La determinación genética de la presión arterial es fuerte, pero no explica toda la variación.

## Enfermedad de Parkinson
La enfermedad de Parkinson familiar (EP) existe pero es poco frecuente. Las primeras investigaciones no mostraron una agregación familiar sustancial para la EP.